# Ighzrane
Ighzrane  (in arabo اغزران‎?) è un centro abitato e comune rurale del Marocco situato nella provincia di Sefrou, regione di Fès-Meknès. Conta una popolazione di 9 626 abitanti (censimento 2014).